# Стемпіна
Стемпіна (пол. Stępina) — село в Польщі, у гміні Фриштак Стрижівського повіту Підкарпатського воєводства.
Населення — 801 особа (2011).
У 1975-1998 роках село належало до Ряшівського воєводства.

## Демографія
Демографічна структура станом на 31 березня 2011 року:
|          | Загалом | Допрацездатний вік | Працездатний вік | Постпрацездатний вік |
| -------- | ------- | ------------------ | ---------------- | -------------------- |
| Чоловіки | 391     | 84                 | 275              | 32                   |
| Жінки    | 410     | 89                 | 225              | 96                   |
| Разом    | 801     | 173                | 500              | 128                  |